# بول ماكنامي
بول ماكنامي (بالإنجليزية: Paul McNamee)‏ مواليد 12 نوفمبر 1954 في ملبورن، هو لاعب كرة مضرب أسترالي سابق بدأ مسيرته كمحترف سنة 1973 وكان يلعب باليد اليمنى، اعتزل اللعب في 1988. كما أنه أحد أبطال الجراند سلام. أعلى تصنيف له في الفردي كان المركز الـ 24 في سنة 1986.

## بطولات حققها
- بطولة ويمبلدون
- بطولة أستراليا المفتوحة للتنس

## روابط خارجية
- بول ماكنامي على موقع رابطة محترفي التنس (الإنجليزية)
- بول ماكنامي على موقع الاتحاد الدولي لكرة المضرب (الإنجليزية)
- بول ماكنامي على موقع كأس ديفيز (الإنجليزية)
- بول ماكنامي على موقع خلاصة التنس.كوم (الإنجليزية)
- بول ماكنامي على موقع إي إس بي إن.كوم (الإنجليزية)